# Ліліана Абуд
Ліліана Абуд (ісп. Liliana Abud; нар. 5 липня 1948, Халапа-Енрікес, Веракрус) — мексиканська акторка, письменниця, сценаристка, автор теленовел.

## Життєпис
Народилась 5 липня 1948 року в місті Халапа-Енрікес у мексиканському штаті Веракрус. Її дядько — письменник Рафаель Солана (1915—1992). Вивчала психологію в Університеті Веракруса. 
У 1978—1992 роках знімалася у серіалах та фільмах телекомпанії Televisa. Найвідоміші ролі — Каміла у «Ніхто, крім тебе» (1985), Кандіда у «Дикій розі» (1987—1988), Соня у «Моя друга мама» (1989) та Ракель у «Доля» (1992). 1988 року виконала головну роль у фільмі «Стара мораль» за твором Карлоса Фуентеса.
1986 року Ліліана Абуд вперше виступила як письменниця, написавши новелу «Шрами душі» у співавторстві з Еріком Вонном та Лінді Джакоман у рамках конкурсу «Televisa потребує нових авторів сюжетів». На початку 1990-х років у Абуд почалися проблеми з зором, через які вона призупинила акторську кар'єру та зосередилася на письменництві. Написала понад 30 творів — оригінальних сюжетів та адаптацій інших авторів, серед яких «Любов у тиші» (1988), «Я купую цю жінку» (1990), «Марія Ісабель» (1997), «Між коханням та ненавистю» (2002), «Мачуха» (2005), «Шторм» (2013) та інші.
2019 року повернулася на телеекран, виконавши одну з головних ролей у комедійному серіалі «Джулія проти Джулії».
У шлюбі з Альфонсо Рендоном. У пари двоє дітей — син Альфонсо і донька Паула.

## Фільмографія
| Рік       |   | Українська назва    | Оригінальна назва   | Роль                     |
| --------- | - | ------------------- | ------------------- | ------------------------ |
| 1978      | с | Людські сльози      | Gotita de gente     | Марта Рівера Вальдес     |
| 1979      | с | Заборонене кохання  | Amor prohibido      | Сільвія                  |
| 1980      | с | Колоріна            | Colorina            | Альба де Альмасан        |
| 1980      | с | Божественна Сара    | La divina Sarah     | Лізіана Бенгардт         |
| 1981      | с | Милостиня кохання   | Una limosna de amor | Даніела                  |
| 1982—1983 | с | Габріель і Габріела | Gabriel y Gabriela  | Марта                    |
| 1983      | с | Самотнє серце       | Un solo corazon     | Марія                    |
| 1985      | с | Ніхто, крім тебе    | Tú o nadie          | Каміла Ломбардо де Шульц |
| 1986—1987 | с | Проклята спадщина   | Herencia maldita    | Клара Веларде            |
| 1987—1988 | с | Дика роза           | Rosa salvaje        | Кандіда Лінарес          |
| 1988      | ф | Стара мораль        | Vieja moralidad     | Бенедикта                |
| 1989      | с | Моя друга мама      | Ni segunda madre    | Соня Мендес Давіла       |
| 1992      | с | Доля                | Destino             | Ракель Родрігес          |
| 2019      | с | Джулія проти Джулії | Julia vs. Julia     | Кармен Монтемайор        |

## Список творів
Оригінальні сюжети
- 1986 — Шрами душі (ісп. Cicatrices del alma), спільно з Еріком Вонном та Лінді Джакоман.
- 1988 — Любов у тиші (ісп. Amor en silensio), спільно з Еріком Вонном.
- 1991 — Спіймана (ісп. Atrapada), спільно з Кармен Даніельс.
- 1993 — Бідні родичі (ісп. Los parientes pobles).
- 2002 — Інша (ісп. La otra).
- 2004 — Мій гріх — у любові до тебе (ісп. Amarte es mi pecado).
- 2005 — Незаймана дружина (ісп. Le esposa vigren), за мотивами радіоп'єси Карідад Браво Адамс.
- 2005—2006 — Перешкода коханню (ісп. Barrera de amor).

Адаптації сюжетів інших авторів
- 1990 — Я купую цю жінку (ісп. Yo compro esa mujer), оригінал — Ольга Руїл Лопес.
- 1997 — Марія Ісабель (ісп. Maria Isabel), оригінал — Йоланда Варгас Дульче, Кармен Даніельс.
- 1998 — Привілей кохати (ісп. El privilegio de amar), оригінал — Делія Фіалло.
- 1999 — Росалінда (ісп. Rosalinda), оригінал — Делія Фіалло.
- 2000 — Обійми мене міцніше (ісп. Abrajame muy fuerte), оригінал — Рене Муньйос, Карідад Браво Адамс.
- 2002 — Між коханням та ненавистю (ісп. Entre el amor y el odio), оригінал — Гільда Моралес Аллоус.
- 2003 — Нічна Маріанна (ісп. Marianna de la noche), оригінал — Делія Фіалло.
- 2005 — Мачуха (ісп. La madrastra), оригінал — Артуро Мойа Грау.
- 2008 — Вогонь у крові (ісп. Fuego en la sangre), оригінал — Хуліо Хіменес.
- 2009—2010 — Дике серце (ісп. Corazon salvaje), оригінал — Карідад Браво Адамс, Ольга Руїл Лопес.
- 2011 — Тріумф любові (ісп. Triunfo del amor), оригінал — Делія Фіалло.
- 2013 — Шторм (ісп. La tenpestad), оригінал — Умберто Олів'єрі.
- 2017 — У диких землях (ісп. En tierras salvaje), оригінал — Рамон Кампос, Джемма Р. Нейра.

## Нагороди та номінації
TVyNovelas Awards
- 1986 — Номінація на найкращу молоду акторку (Ніхто, крім тебе).
- 1987 — Номінація на найкращий сюжет (Шрами душі).
- 1989 — Найкращий сценарій (Любов у тиші).
- 2001 — Найкращий сценарій або адаптація (Обійми мене міцніше).
- 2009 — Номінація на найкращий сценарій (Вогонь у крові).
- 2012 — Номінація на найкращий сценарій або адаптація (Тріумф любові).

TV Addict Golden Awards
- 2007 — Найкращий оригінальний сценарій (Перешкода коханню).
- 2010 — Найкраща адаптація (Мачуха).
- 2010 — Найкращий оригінальний сценарій десятиліття (Мій гріх — у любові до тебе).

Califa de Oro
- 1999 — Найкраща адаптація (Привілей кохати).